# 友生インターチェンジ
友生インターチェンジ（とものインターチェンジ）は、三重県伊賀市にある名阪国道のインターチェンジである。
大改良工事が実施される前の下り大阪方面接続道路へのヘアピンカーブは事故多発点として有名であった。

## 道路
- E25 名阪国道（14番）

## 接続する道路
- 三重県道56号上野大山田線

## 周辺
- 上野新都市ゆめぽりす伊賀
- SOLATO名阪友生インター（ガソリンスタンド、平日・土曜日6:30 - 20:00、日曜日・祝日7:00 - 19:00）

## 隣
E25 名阪国道
(13) 中瀬IC - (14) 友生IC - (15) 上野東IC